# جوني ميسنر
جوني ميسنر (بالإنجليزية: Johnny Messner)‏ هو ممثل أمريكي، ولد في 11 أبريل 1970 في الولايات المتحدة.

## أعمال

### أفلام
- (2004)  وهانت لالأوركيد الدم
- (2005) رهينة[3]
- (2008) حلبة الموت
- (2011) الحلبة[4]
- (2014) المعادل[5][6]

### مسلسلات
- تشاك
- التحقيق في موقع الجريمة
- ميامي
- كولد كيس

## وصلات خارجية
- جوني ميسنر على موقع IMDb (الإنجليزية)
- جوني ميسنر على موقع ألو سيني (الفرنسية)
- جوني ميسنر على موقع أول موفي (الإنجليزية)
- جوني ميسنر على موقع قاعدة بيانات الأفلام السويدية (السويدية)
- جوني ميسنر على موقع إن إن دي بي (الإنجليزية)
- جوني ميسنر على موقع قاعدة بيانات الفيلم (الإنجليزية)
- جوني ميسنر على موقع كينوبويسك (الروسية)